# Nhà gia tiên
Nhà gia tiên (tên tiếng Anh: The Ancestral Home) là một bộ phim điện ảnh Việt Nam thuộc thể loại tâm linh – chính kịch – hài ra mắt năm 2025. Bộ phim do Huỳnh Lập làm đạo diễn. Đây là bộ phim thứ hai của anh sau thành công của phim điện ảnh Pháp sư mù: Ai chết giơ tay.

## Nội dung
Phim xoay quanh gia đình họ Huỳnh với nghề bán bánh xèo truyền thống. Cô cháu gái Mỹ Tiên chào đời ngay khi cha cô rời khỏi trần thế. Lớn lên trong bầu không khí u uất của một ngôi nhà nặng gánh quá khứ, Mỹ Tiên tiếp tục đối diện với nỗi đau khi anh trai Gia Minh – niềm hy vọng của dòng họ, cũng bất ngờ ra đi trong một vụ tai nạn. Sống trong một gia tộc trọng nam khinh nữ, Mỹ Tiên bị bủa vây bởi những lời dị nghị, rằng cô là nguyên nhân gây nên cái chết của cha và anh. 
Lớn lên cô là nhà sáng tạo nội dung trẻ, trở về quê tìm kiếm câu chuyện mới. Nghe theo lời khuyên của bạn thân Phát Phì, cô trở về ngôi nhà của gia tiên để tìm nguồn cảm hứng mới. Tại đây, Mỹ Tiên bất ngờ gặp lại linh hồn anh trai Gia Minh - người đã qua đời hơn 10 năm trước và bị mắc kẹt giữa hai thế giới vì những tâm nguyện chưa thành. Cuộc hội ngộ đặc biệt này mở ra hành trình khám phá những bí mật. 
Từ chỗ tìm cách xua đuổi vong linh của anh, cô dần học cách hòa thuận với Gia Minh. Trong lúc đó, hai anh em nỗ lực giữ lấy căn Nhà gia tiên đứng trước nguy có bị nhiều người thân đòi bán để chia gia sản. 

## Diễn viên
- Huỳnh Lập trong vai Gia Minh
- Phương Mỹ Chi trong vai Mỹ Tiên
- Chí Tâm trong vai Phát Phì
- NSƯT Hạnh Thúy trong vai thím Hai
- Đào Anh Tuấn trong vai ông Nội
- Lê Nam trong vai chú Ba
- Kiều Linh trong vai cô Tư
- Puka trong vai thím Út
- Hạnh Thảo trong vai bà Tổ Cô
- NSƯT Huỳnh Đông trong vai chú Út
- NSƯT Mạnh Dung trong vai ông Cụ Tổ
- NSƯT Thanh Dậu
- Trung Dân trong vai ông Từ

## Sản xuất

### Phát triển
Huỳnh Lập vốn được biết đến với thế mạnh sáng tạo các tác phẩm thuộc thể loại tâm linh và kinh dị, tuy nhiên ở Nhà gia tiên, anh chọn giảm bớt yếu tố này để tập trung nhiều hơn vào việc khai thác vào mối quan hệ gia đình. Nhân vật Gia Minh do anh thủ vai cũng được xây dựng với tạo hình gần gũi và hạn chế các chi tiết rùng rợn thường thấy trong các phim kinh dị. 

### Âm nhạc
Tháng 2 năm 2025, bài hát chính thức của phim có tên là "Nhà còn thương em mà" do Phương Mỹ Chi sáng tác và DTAP viết nhạc được công bố. Bản nhạc phim được đạo diễn Huỳnh Lập sử dụng ở phần kết, khi nhân vật Mỹ Tiên (Phương Mỹ Chi) đối diện với một biến cố. Cô lấy cảm hứng viết ca khúc từ câu chuyện của nhân vật chính - một cô gái mất kết nối với mẹ vì hiểu lầm trong quá khứ. Video nhạc phim cũng được đón nhận với hơn 1,2 triệu lượt xem trên YouTube.
Đồng thời, nhạc sĩ Chí Tâm cũng sáng tác ca khúc "Ầu ơ ví dầu" với sự thể hiện của Bùi Công Nam cũng được người xem đón nhận.

## Phát hành

### Quảng bá
Ngày 31 tháng 12 năm 2024, ekip phim đã công bố poster chính thức của phim điện ảnh Nhà gia tiên.

## Đón nhận

### Doanh thu
Từ ngày 21 đến ngày 23 tháng 2, phim đứng đầu phòng vé trong nước với 67,8 tỷ đồng. Thành tích ra mắt giúp Nhà gia tiên vào top 5 phim Việt có doanh thu mở màn cao nhất từ trước đến nay. Sáng ngày 3/3, Nhà gia tiên thu về 188 tỷ đồng. Ngày 7/3, phim đạt 203 tỷ đồng.  
Ngày 10/3, với 2,8 triệu vé được bán ra, phim có doanh thu 225 tỷ đồng. Theo Box Office Vietnam - đơn vị quan sát phòng vé độc lập, đến trưa 12/3, phim cán mốc 227 tỷ đồng, lọt top 7 phim điện ảnh Việt Nam có doanh thu cao nhất mọi thời đại.

### Giải thưởng
| Năm  | Giải thưởng                             | Hạng mục                                      | Đề cử        | Kết quả | Nguồn |
| ---- | --------------------------------------- | --------------------------------------------- | ------------ | ------- | ----- |
| 2025 | Liên hoan phim Châu Á Đà Nẵng lần thứ 3 | Phim hay nhất - Hạng mục phim Việt Nam dự thi | Nhà gia tiên | Đề cử   | [ 6 ] |